# Holcombe Ward
Holcombe Ward (New York, 23 novembre 1878 – Red Bank, 23 gennaio 1967) è stato un tennista statunitense.

## Carriera
Ha vinto sette titoli del Grande Slam, tutti agli U.S. National Championships, uno in singolare nel 1904 e sei nel doppio maschile.

Dal 1898 al 1906 ha partecipato a otto finali del doppio nello Slam americano, saltando solo la finale del 1903, da queste finali ne è uscito sconfitto solo dalla prima (1898) e da quella del 1902.

Le prime cinque finali sono state raggiunte assieme a Dwight Davis e le ultime tre insieme a Beals Wright.

Nel 1901 insieme a Davis è arrivato in finale anche al Torneo di Wimbledon ma si dovettero arrendere ai fratelli Reggie e Laurence Doherty, i dominatori di Wimbledon in quel periodo.

Nel singolare raggiunse due volte la finale agli U.S. National Championships, nel 1904 e 1905. Nella prima finale ha avuto la meglio su William Clothier in un match molto combattuto con il risultato finale di 10-8 6-4 9-7, l'anno successivo non riesce a difendere il titolo e viene sconfitto in tre set da Beals Coleman Wright.
Ha fatto parte della prima squadra statunitense di Coppa Davis che ha vinto la competizione nel 1900 e con altre tre partecipazioni ha raggiunto sette vittorie su quattordici match.
È stato inserito nella International Tennis Hall of Fame nel 1965.

## Finali del Grande Slam

### Singolare

#### Vinte (1)
| Anno | Torneo             | Avversario in finale | Risultato      |
| 1904 | U.S. Championships | William Clothier     | 10-8, 6-4, 9-7 |

#### Perse (1)
| Anno | Torneo             | Avversario in finale | Risultato      |
| 1905 | U.S. Championships | Beals Coleman Wright | 6-2, 6-1, 11-9 |